# Église Saint-Médard de Lombrès
L'église Saint-Médard de Lombrès est une église catholique située à Lombrès, dans le département français des Hautes-Pyrénées en France.

## Description

### Intérieur
Une stèle (cippe) en marbre avec deux têtes sculptées datant de l'époque gallo-romaine est classé au titre objet des monuments historiques depuis 1951, elle exposée à l'arrière gauche de l'église.

## Galerie

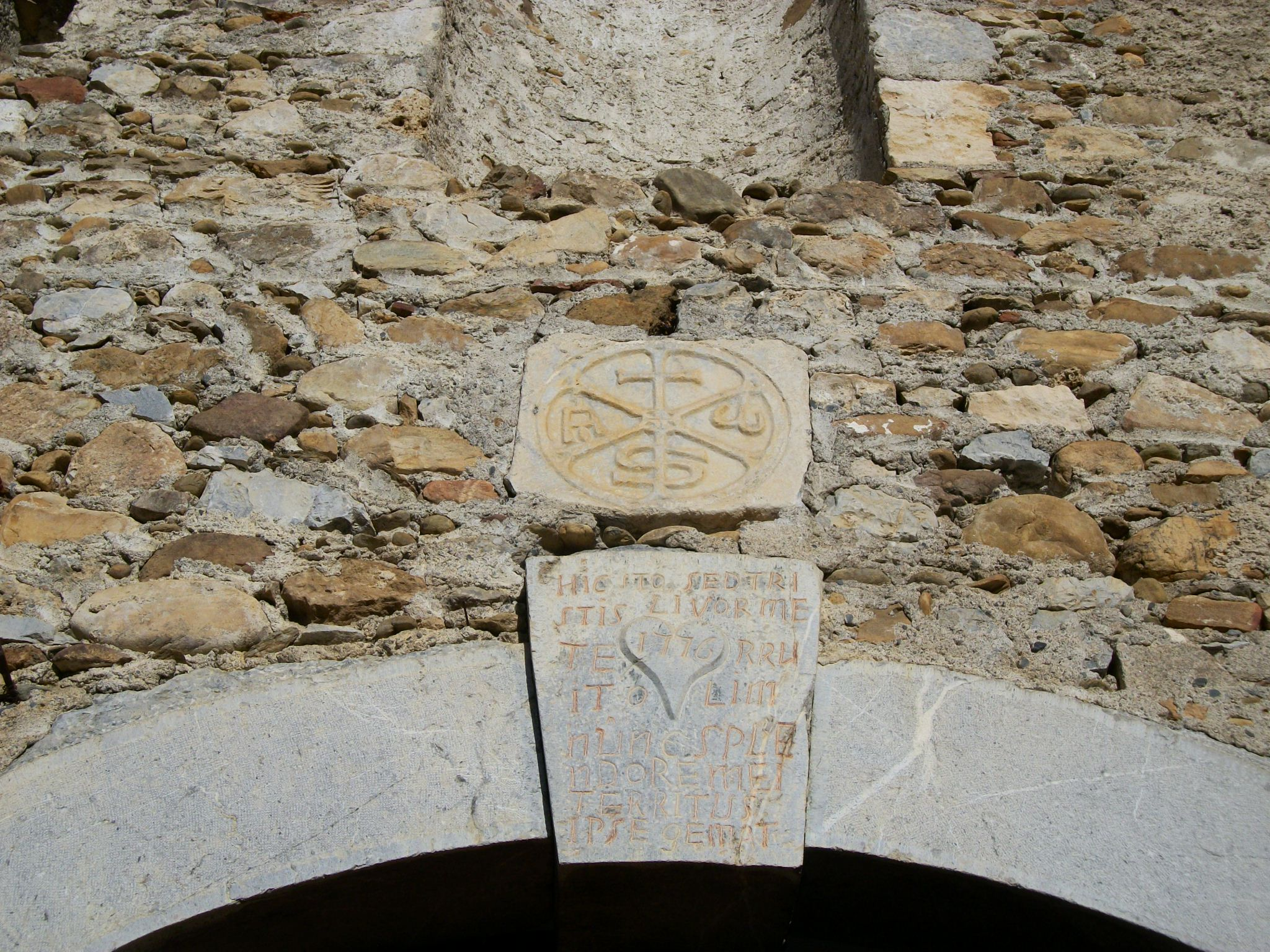
Deux pierres sculptés sont placés au-dessus du portail d'entrée : un chrisme, et un cœur avec des inscriptions en latin  ou grec ? et la date de 1776
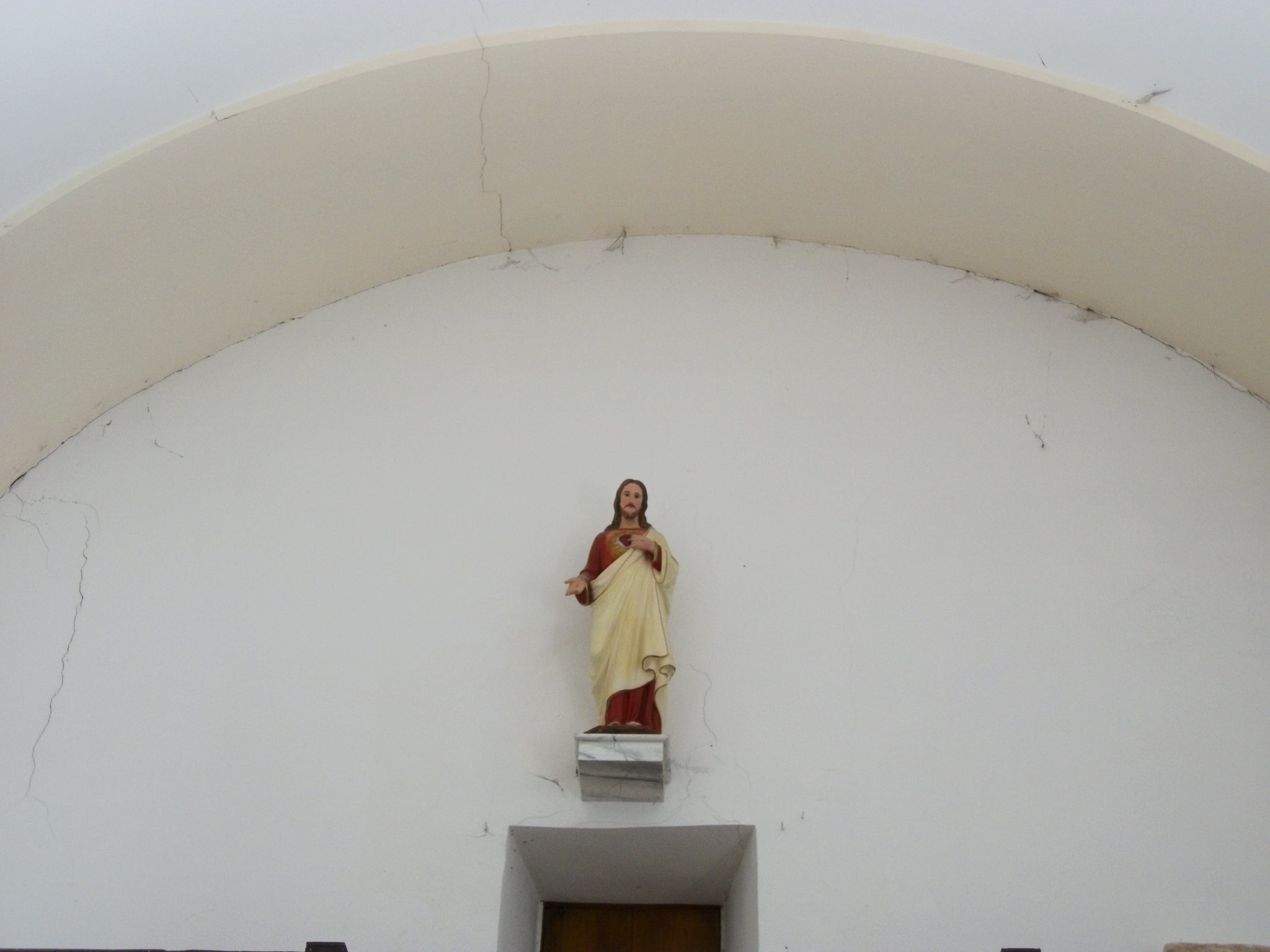
Une statue du Sacré-Cœur de Jésus placée au-dessus des tribunes
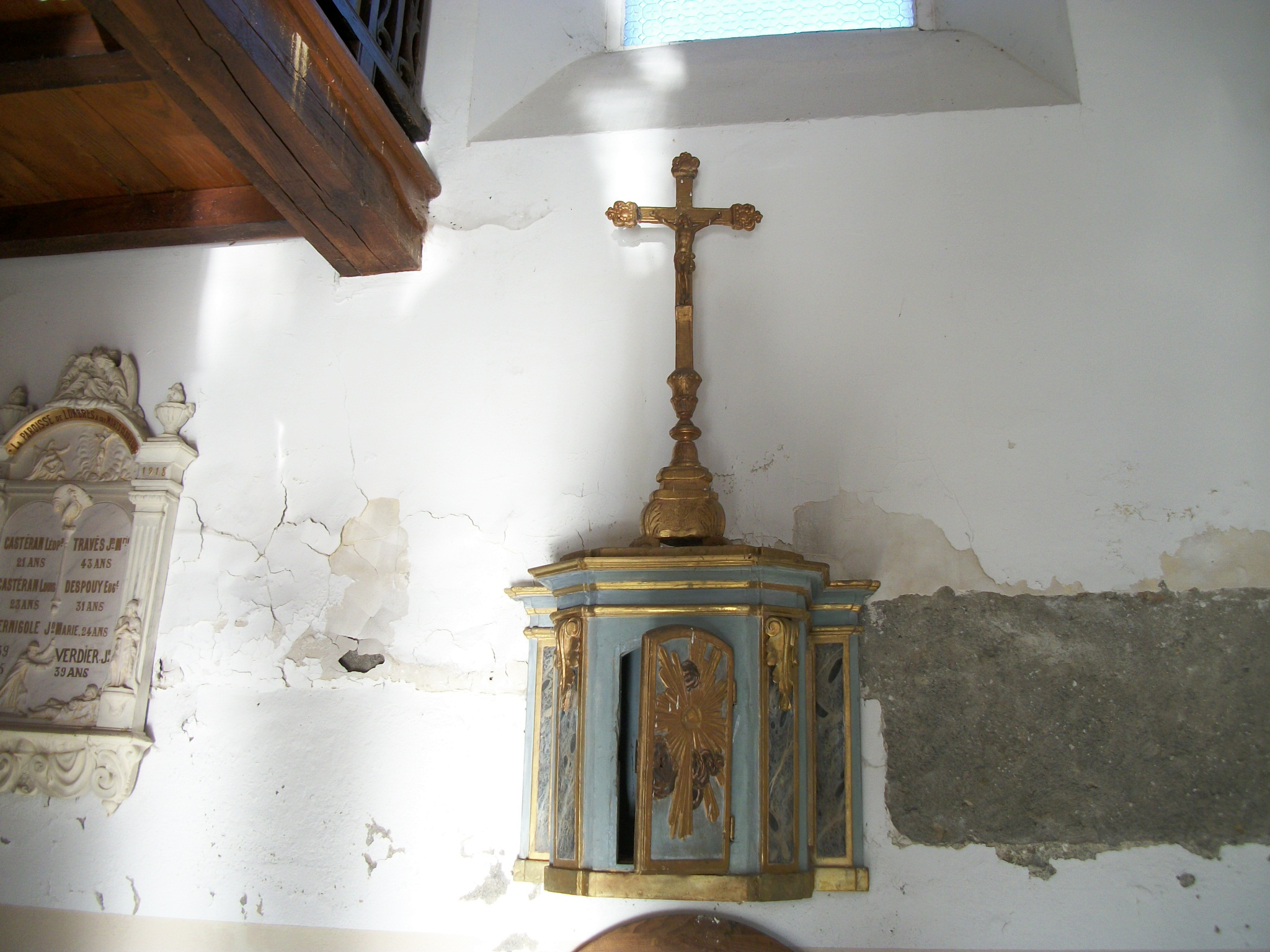
Tabernacle en bois avec des décors dorés, il est surmonté d'un crucifix
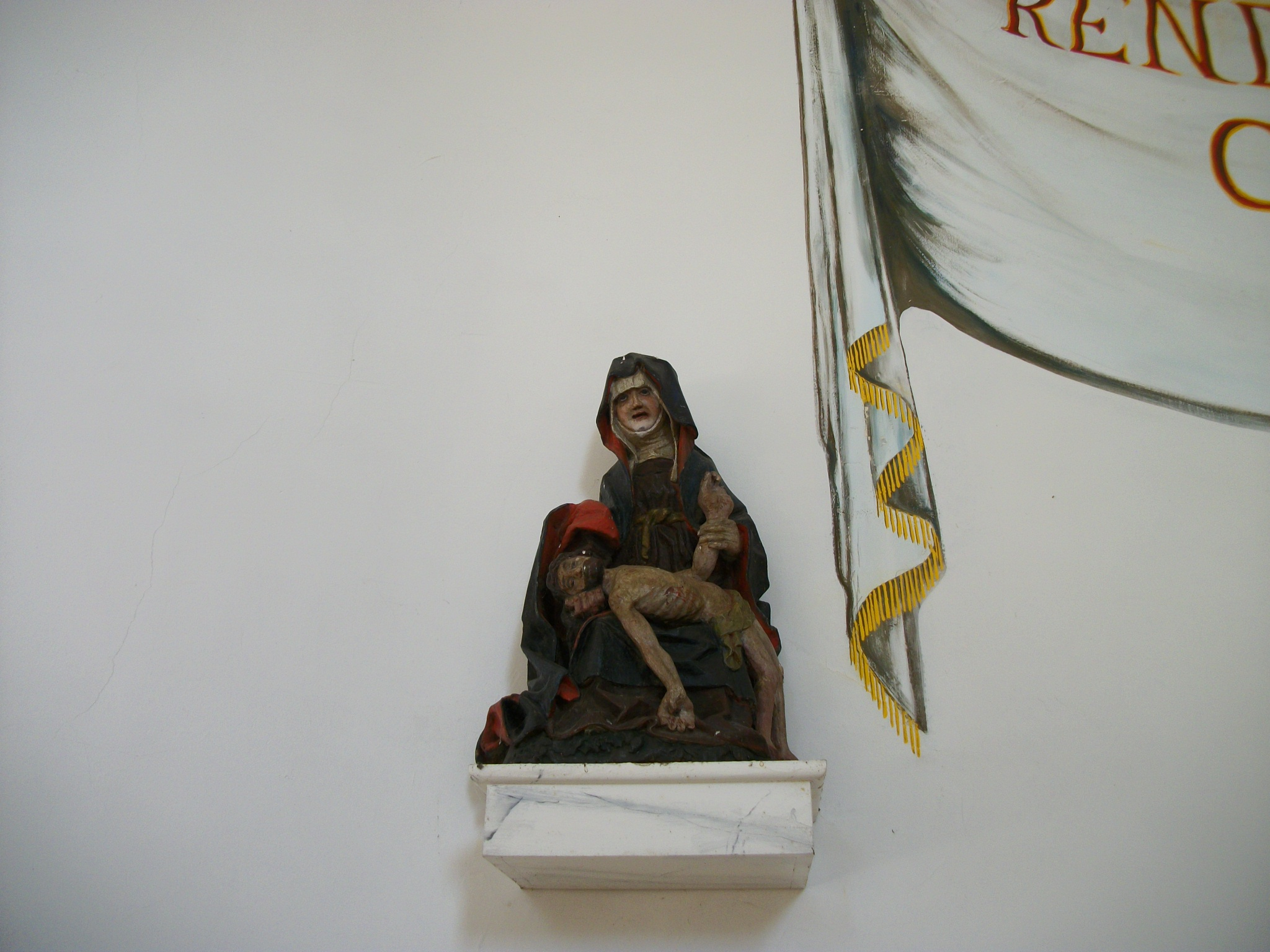
Statuette d'une pietà sculptée en bois
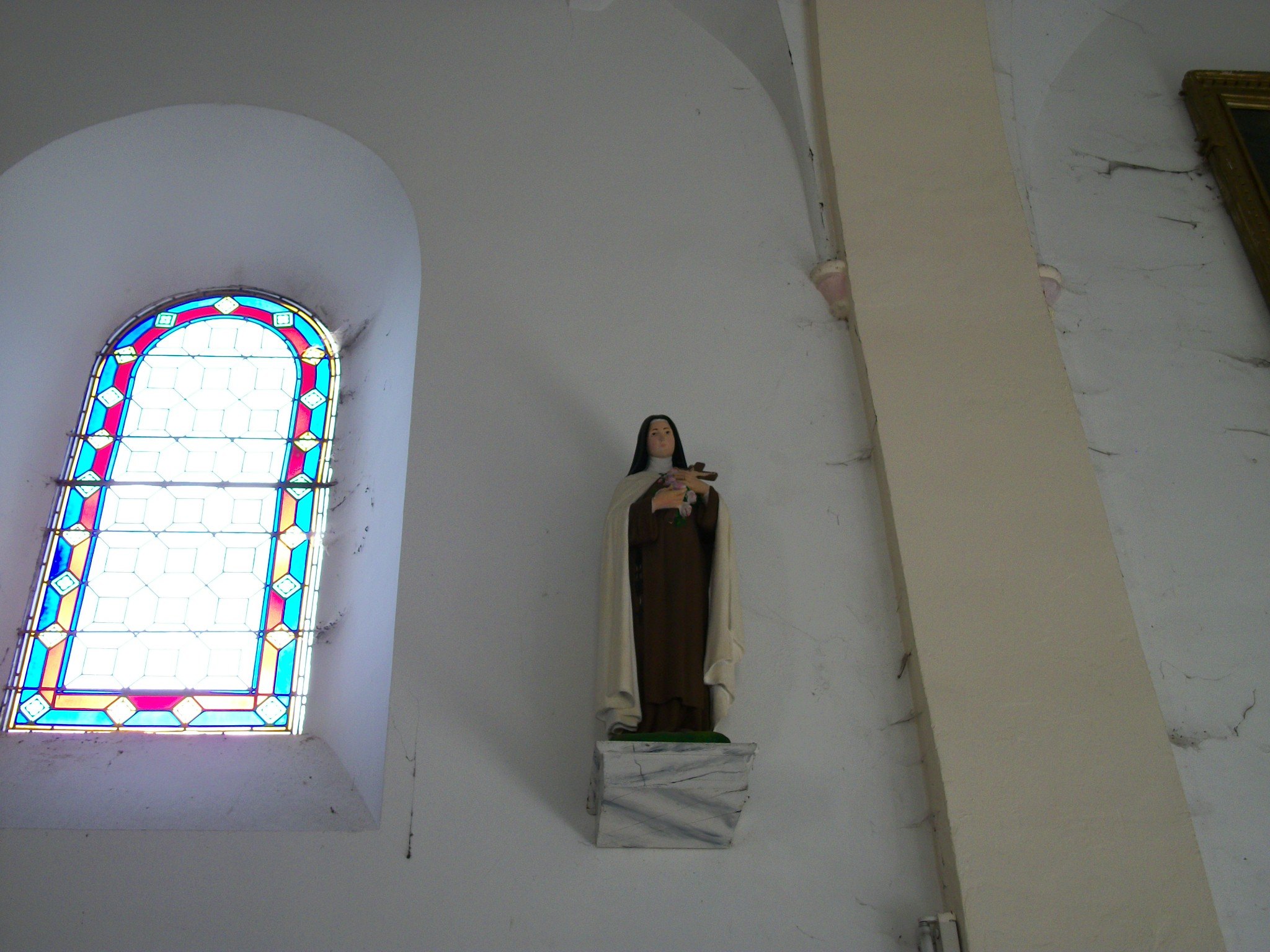
Sainte Thérèse de Lisieux